# Markuška
Markuška es un municipio del distrito de Rožňava en la región de Košice, Eslovaquia, con una población estimada a final del año 2024 de 147 habitantes.
Se encuentra ubicado al oeste de la región, en la cuenca hidrográfica del río Hernád, y cerca de la frontera con la región de Banská Bystrica y Hungría.

## Demografía
| Año        | 1994 | 2004    | 2014    | 2024     |
| ---------- | ---- | ------- | ------- | -------- |
| Población  | 174  | 179     | 167     | 147      |
| Diferencia |      | +2,87 % | −6,70 % | −11,97 % |

| Año        | 2023 | 2024 |
| ---------- | ---- | ---- |
| Población  | 150  | 147  |
| Diferencia |      | −2 % |